# Cro (rapper)
Cro, pseudonimo di Carlo Waibel (Aalen, 31 gennaio 1990), è un rapper, cantante e produttore discografico tedesco.
La sua particolarità è l'immagine, caratterizzata dalla maschera di un panda. Egli definisce il suo genere come un misto tra il rap ed il pop e la chiama "raop".
Dal 2012 ad oggi ha venduto oltre 4.200.000 di copie dei suoi album/singoli e collezionato 13 dischi d'oro e 19 dischi di platino tra Germania, Austria e Svizzera, stando sotto l'etichetta indipendente Chimperator con sede, nella sua città, Stoccarda.

## Biografia
Il primo mixtape Trash viene pubblicato nel 2009, quando il nome d'arte di Carlo era "Lyr1c" e non aveva ancora il volto coperto.
La scala del successo inizia nel 2011 quando firma un contratto con l'etichetta indipendente Chimperator che ha sede a Stoccarda.
Il primo lavoro con la Chimperator è il Meine Musik Mixtape e successivamente EASY MIXTAPE nel 2011. In quest'ultimo è presente la hit che permetterà a Cro di entrare tra i grandi dell'hip-hop tedesco, cioè Easy. Nel 2012 Cro pubblica il suo primo album chiamato Raop, ovvero rap+pop. Viene riproposto il singolo Easy, che diventa una delle canzoni di maggior successo del 2012.
Successivamente vengono pubblicati i singoli King of Raop, Einmal um die welt e Du.
Nel 2013 viene pubblicato un continuo di Raop con l'aggiunta di 5 canzoni dal titolo Raop +5. L'estate del 2013 si può definire l'inizio del vero successo di Cro.

Nel 2014 viene pubblicato il secondo album di Cro, con il singolo Traum che diventa la colonna sonora dell'estate 2014 in Germania. Il 5 settembre dello stesso anno vien diffuso il singolo Bad Chick e il 7 novembre l'EP Hey girl, che comprende la traccia omonima e altri remix.

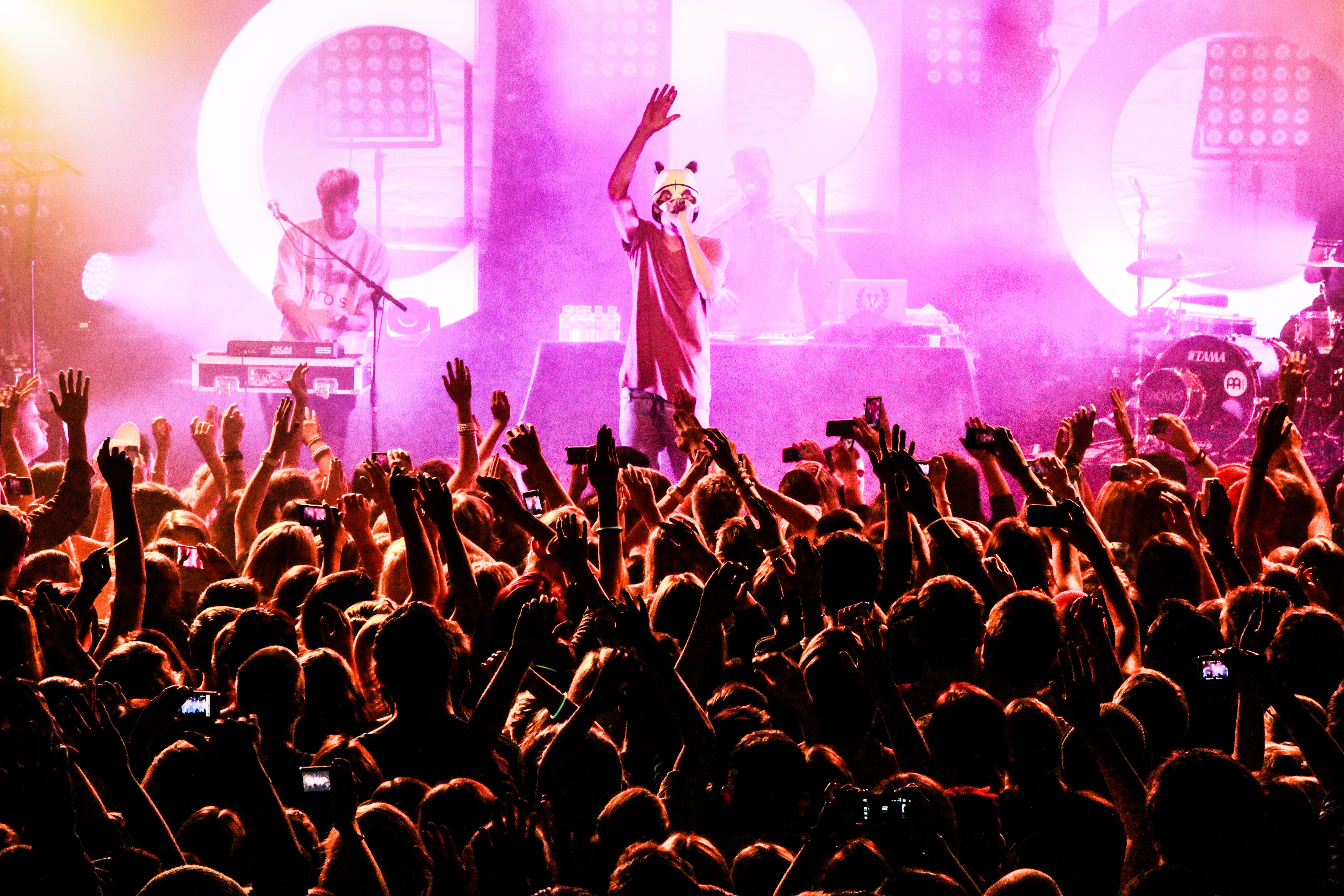
Cro in un concerto del Raop Tour sul palco insieme alla sua band

## Esibizioni e Tour

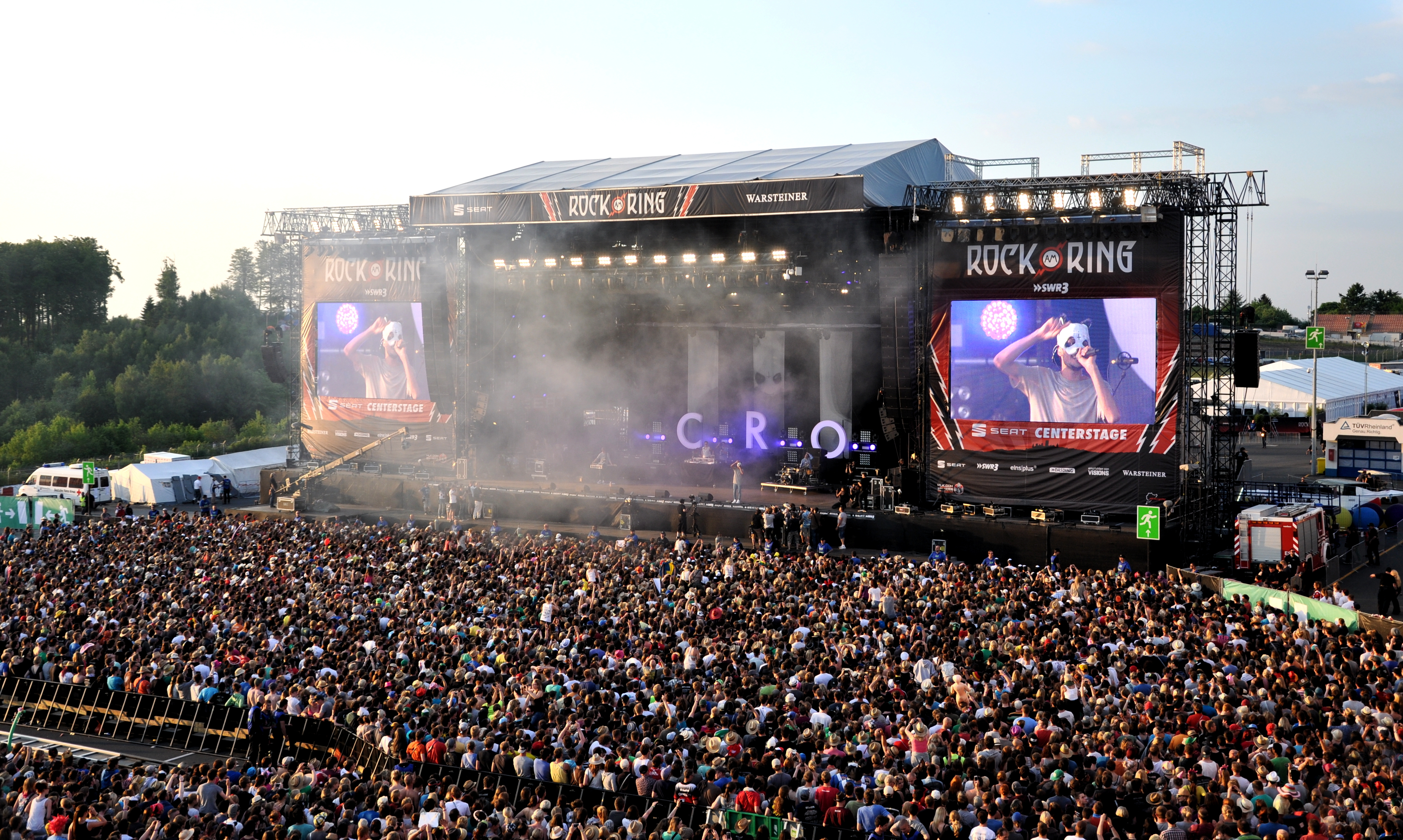
Cro, festival Rock am Ring

Nel 2011 inizia la vita da concerti di Cro, inizialmente accompagnato solo dal dj PSAIKO.DINO, e successivamente nel 2012 anche dal batterista Florian Konig e il chitarrista-bassista-strumentalista Tim Schwerdter.
La prima tournée la svolge come supporto del gruppo Madcon nel 2011 insieme al dj PSAIKO.DINO
Il primo vero tour nel 2012 è "Crostahzumjot" insieme ai rapper Roschstah e Azumjot.

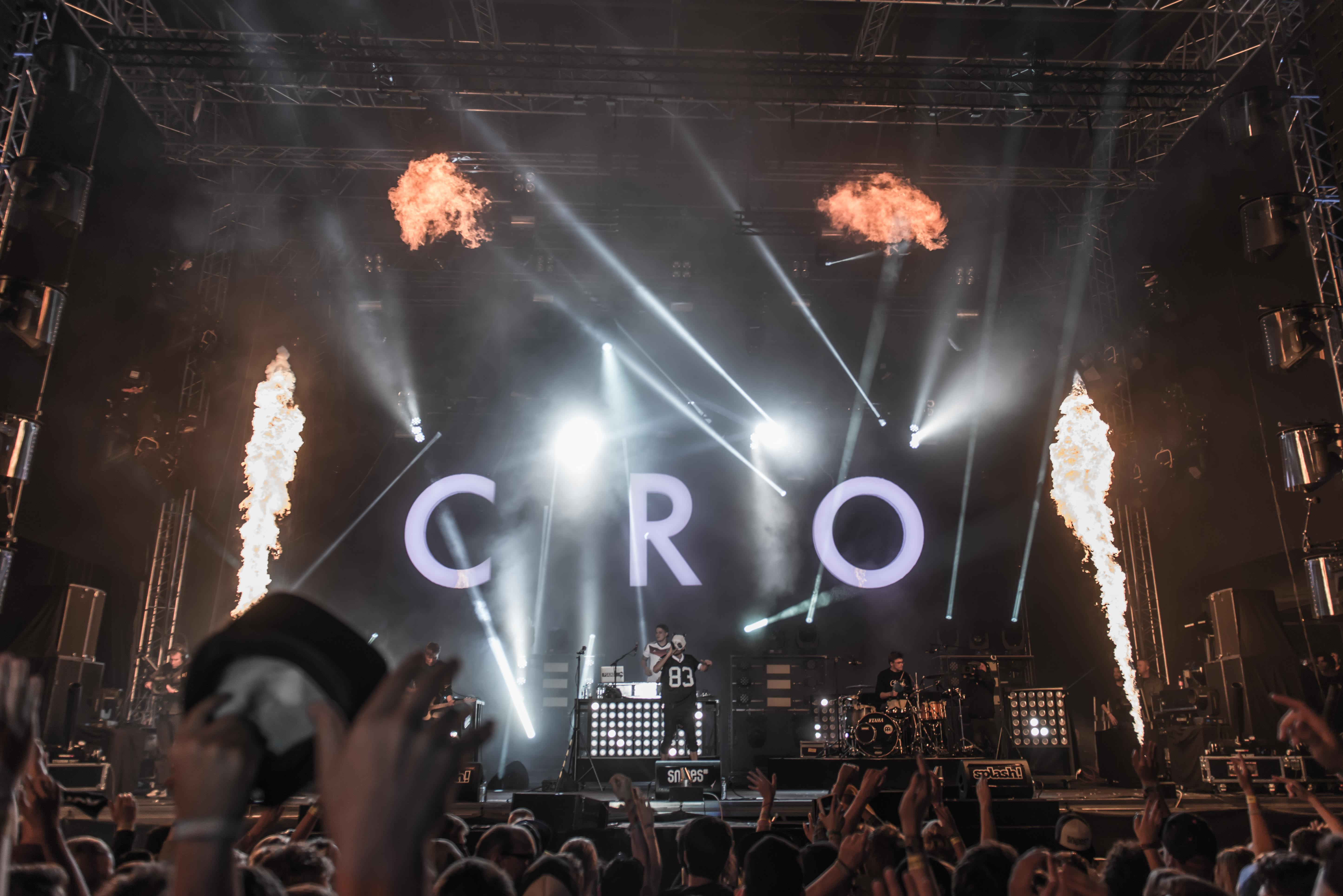
Cro in concerto

Nel 2013 insieme alla band inizia un tour invernale fra i più grandi club della Germania e in estate un open-air tour nelle più grandi piazze.
Nel 2014-inizio 2015 inizia il tour più grande, fra i palazzetti dello sport in Germania con il supporto del giovane rapper DCVDNS.Il tour conta oltre 190.000 biglietti venduti e tutte le date sold out.
Nel 2015 inizia un mini tour in Russia e si esibisce Budapest allo Sziget Festival.
Nell'estate del 2016 é previsto nelle più grandi piazze della Germania accompagnato dall'orchestra per coronare il Disco d'oro del suo ultimo album "Cro-MTV Unplugged"

## Discografia

### Album

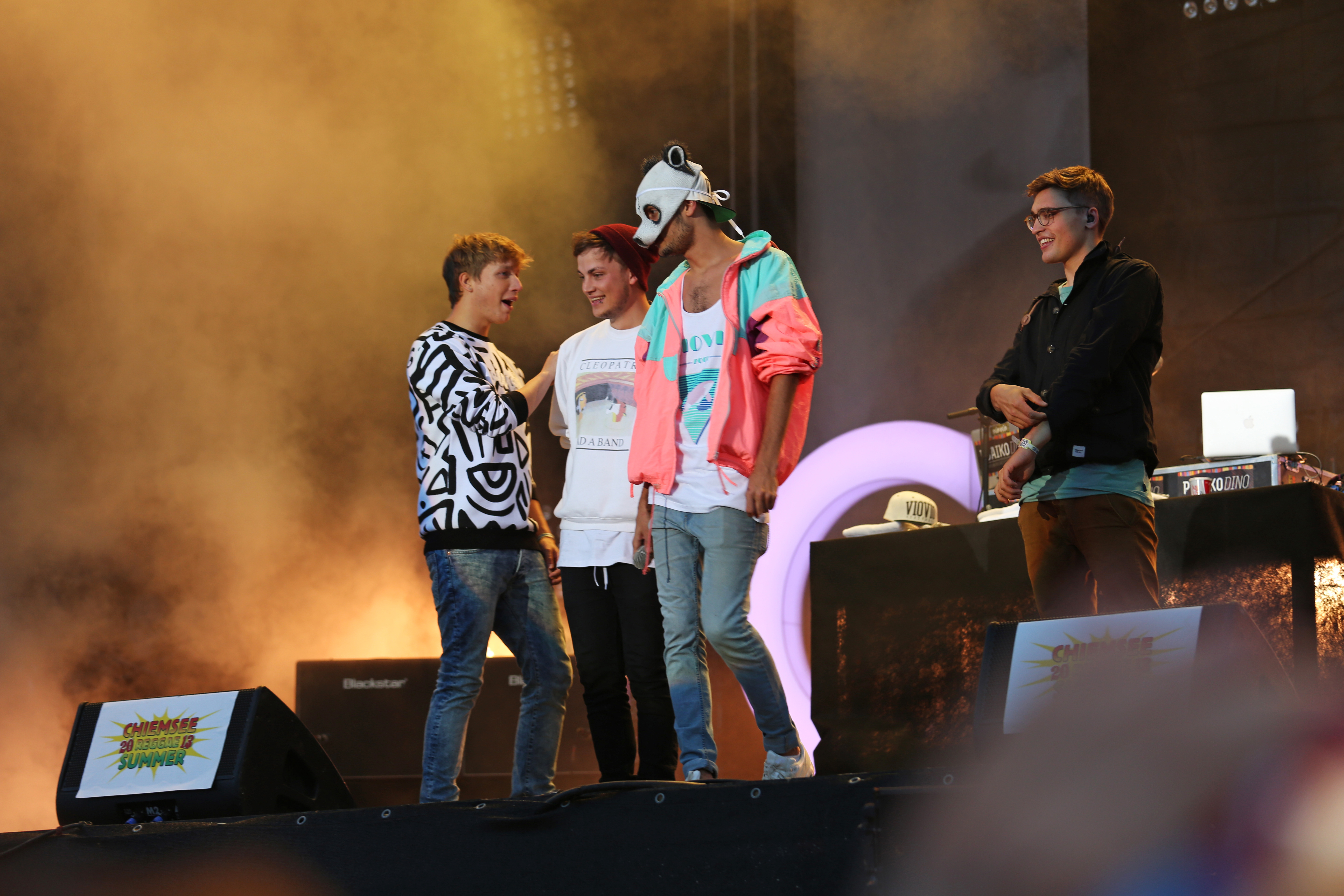
Cro con la band

- Raop (2012)
- Raop +5 (2013)
- Melodie (2014)
- Mtv Unplugged  (2015)
- Tru (2017)

Mixtape:
- Trash (2009)
- Meine Musik  (2011)
- Easy (2011)
- Sunny (2013)